# Kal (Pivka, Slovenija)
Kal je naselje u slovenskoj Općini Pivki. Kal se nalazi u pokrajini Notranjskoj i statističkoj regiji Notranjsko-kraškoj. 

## Stanovništvo
Prema popisu stanovništva iz 2002. godine naselje je imalo 313 stanovnika.